# 1608 en science
| Années de la science : 1605 - 1606 - 1607 - 1608 - 1609 - 1610 - 1611    |
| Décennies de la science : 1570 - 1580 - 1590 - 1600 - 1610 - 1620 - 1630 |

Cet article présente les faits marquants de l'année 1608 en science.

## Événements
- 29 février (19 février 1607 du calendrier julien, l'année 1608 n'avait pas encore commencé en Angleterre) : Thomas Bodley répond à Francis Bacon de Verulam, qui lui a fait parvenir son travail Cogitata et visa : « Vous vous êtes fait grand tort, à vous-même et au monde, en privant d'air ce trésor[1]. » L'écrit fait partie de Novum Organum (1620), qui, par la part donnée à l'expérimentation, révolutionne la méthode scientifique.

- 22 avril- 26 août : échec du second voyage d'Henry Hudson à la recherche du Passage du Nord-Est[2].

- 25 septembre : Hans Lippershey présente son invention, la lunette d'approche, au  comte Maurice de Nassau à La Haye. Le 2 octobre, il fait une demande de brevet pour son instrument. Elle n’aboutit pas, mais le stathouder lui accorde une compensation financière conséquente[3].

## Publications
- Bartholomäus Carrichter : Von der Heilung zauberischer Schäden (De la guérison des blessures magiques), posthume, 1608 ;
- Willebrord Snell : Apollonius Batavus, Leyde, 1608 ;
- Simon Stevin : De Hemelloop (Les orbes célestes), 1608.

## Naissances

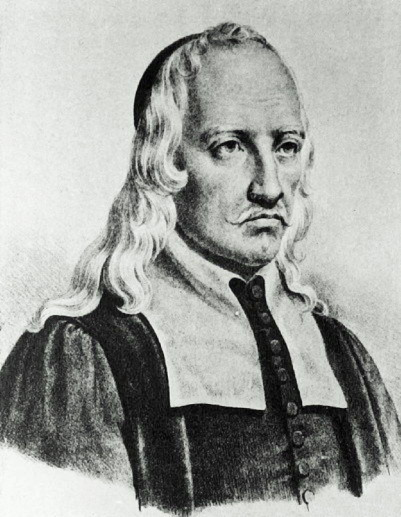
Giovanni Alfonso Borelli

- 28 janvier : Giovanni Alfonso Borelli (mort en 1679), scientifique italien.
- 5 février : Gaspar Schott (mort en 1666), jésuite et scientifique allemand.
- Août : John Tradescant le Jeune (mort en 1662), botaniste anglais.
- 15 octobre : Evangelista Torricelli (mort en 1647), physicien et mathématicien italien.

## Décès
- John Dee (né en 1527), alchimiste, astrologue et mathématicien qui a beaucoup contribué à faire renaître l'intérêt pour les mathématiques en Angleterre.
- Fabrizio Mordente (né en 1532), mathématicien italien.
- Dirck Gerritsz Pomp (né en 1544), marin hollandais.